# Challenger de Concepción 2022
El torneo Dove Men+Care Legion Sudamericana Concepción 2022 fue un torneo de tenis perteneció al ATP Challenger Tour 2022 en la categoría Challenger 80. Se trató de la 2ª edición; el torneo tuvo lugar en la ciudad de Concepción (Chile), desde el 17 hasta el 23 de enero de 2022 sobre pista de tierra batida al aire libre.

## Jugadores participantes del cuadro de individuales
| Favorito | País                  | Jugador                    | Rank1 | Posición en el torneo |
| -------- | --------------------- | -------------------------- | ----- | --------------------- |
| 1        | Bandera de Bolivia    | Hugo Dellien               | 113   | Semifinales           |
| 2        | Bandera de Eslovaquia | Andrej Martin              | 116   | Primera ronda         |
| 3        | Bandera de Colombia   | Daniel Elahi Galán         | 119   | CAMPEÓN               |
| 4        | Bandera de Argentina  | Francisco Cerúndolo        | 125   | Cuartos de final      |
| 5        | Bandera de Argentina  | Renzo Olivo                | 188   | Primera ronda         |
| 6        | Bandera de Argentina  | Facundo Mena               | 209   | Cuartos de final      |
| 7        | Bandera de Argentina  | Camilo Ugo Carabelli       | 215   | Cuartos de final      |
| 8        | Bandera de Argentina  | Santiago Rodríguez Taverna | 266   | FINAL                 |

- 1 Se ha tomado en cuenta el ranking del 10 de enero de 2022.

### Otros participantes
Los siguientes jugadores recibieron una invitación (wild card), por lo tanto ingresan directamente al cuadro principal (WC):
- Francisco Cerúndolo
- Hugo Dellien
- Benjamín Torres

Los siguientes jugadores ingresan al cuadro principal tras disputar el cuadro clasificatorio (Q):
- Ignacio Becerra
- Cristóbal Castro
- Felipe Hernández
- Alexander Merino
- Víctor Núñez
- Miguel Ángel Reyes-Varela

## Campeones

### Individual Masculino
- Daniel Elahi Galán derrotó en la final a  Santiago Rodríguez Taverna, 6–1, 3–6, 6–3

### Dobles Masculino
- Diego Hidalgo /  Cristian Rodríguez derrotaron en la final a  Francisco Cerúndolo /  Camilo Ugo Carabelli, 6–2, 6–0